# Aloizio Mercadante
Aloizio Mercadante Oliva, né le 13 mai 1954, est un économiste et homme politique brésilien,.
Il est le candidat malheureux du Parti des travailleurs à la vice-présidence du Brésil lors de l'élection présidentielle de 1994.